# Воробьёв, Александр Николаевич (депутат)
Александр Николаевич Воробьёв (укр. Олександр Миколайович Воробйов; род. 5 июня 1956 года, рудник им. Шевченко Красноармейского района Донецкой области Украинской ССР) — украинский государственный деятель, депутат Верховной рады Украины I созыва (1990—1994).

## Биография
Родился 5 июня 1956 года на руднике им. Шевченко Красноармейского (ныне Покровского) района Донецкой области Украинской ССР в рабочей семье.
Окончил Харьковский машиностроительный техникум в 1975 году.
В 1975 году начал работать на Харьковском тракторном заводе слесарем-механосборщиком. С того же года проходил службу в армии, после возвращения из армии продолжил работать на ХТЗ слесарем-сборщиком, инженером-технологом, параллельно окончил Харьковский политехнический институт по специальности «инженер-механик».
С 1983 году работал инженером-технологом-программистом станков с ЧПУ Сумского машиностроительного научно-производственного объединения им. Фрунзе.
С 1990 по 1992 год являлся заместителем председателя Сумского городского Совета народных депутатов.
Являлся членом КПСС с 1977 по 1990 год.
В 1990 году в ходе первых альтернативных парламентских выборов в Украинской ССР был выдвинут кандидатом в народные депутаты трудовым коллективом института «ПроектХимНефтеМаш», 18 марта 1990 года во втором туре был избран народным депутатом Верховного совета Украинской ССР XII созыва (в дальнейшем — Верховной рады Украины I созыва) от Ковпаковского избирательного округа № 343 Сумской области, набрал 57,16 % голосов среди 4 кандидатов. В парламенте входил в депутатскую группу «Народная рада» являлся членом комиссии по вопросам законодательства и законности. Депутатские полномочия истекли 10 мая 1994 года.